# 18 Bootis
18 Bootis (18 Boo) es una estrella de la constelación de Bootes de magnitud aparente +5,40.
Formaba parte de la antigua constelación, hoy descartada, de Mons Maenalus, que simbolizaba la montaña sobre la que se apoyaba el boyero.
Se encuentra a 85 años luz del sistema solar.
18 Bootis es una subgigante blanco-amarilla de tipo espectral F5IV con una temperatura superficial de 6609 - 6622 K.
Es 4,8 veces más luminosa que el Sol y tiene un radio un 60% más grande que el radio solar.
Gira sobre sí misma deprisa con una velocidad de rotación de al menos 40,5 km/s, evidenciando actividad cromosférica como consecuencia de su rápida rotación.
Presenta una metalicidad comparable a la del Sol ([Fe/H] = +0,01) y su abundancia de litio (logє[Li] = 1,80) es más alta que la solar.
Su masa es un 35% mayor que la masa solar y tiene una edad estimada de 1100 millones de años.
18 Bootis forma parte de la asociación estelar de la Osa Mayor, grupo de estrellas con velocidades similares por el espacio y con un origen común.
45 Bootis, γ Leporis y ρ Capricorni son otros miembros de esta asociación de parecidas características.